# Galium divaricatum
Galium divaricatum  (лат.) — вид однолетних травянистых растений рода подмаренник семейства Мареновые.

## Описание
G. divaricatum — небольшое однолетнее травянистое растение с тонкими раскидистыми стеблями длиной до 30 см. Небольшие заострённые листья расположены в мутовках по восемь штук вокруг стебля. Цветки от кремово-белого до желтоватого, собраны в соцветиях от 3 до 12 цветков. Плод — орешек 0,07–0,1 мм в длину.

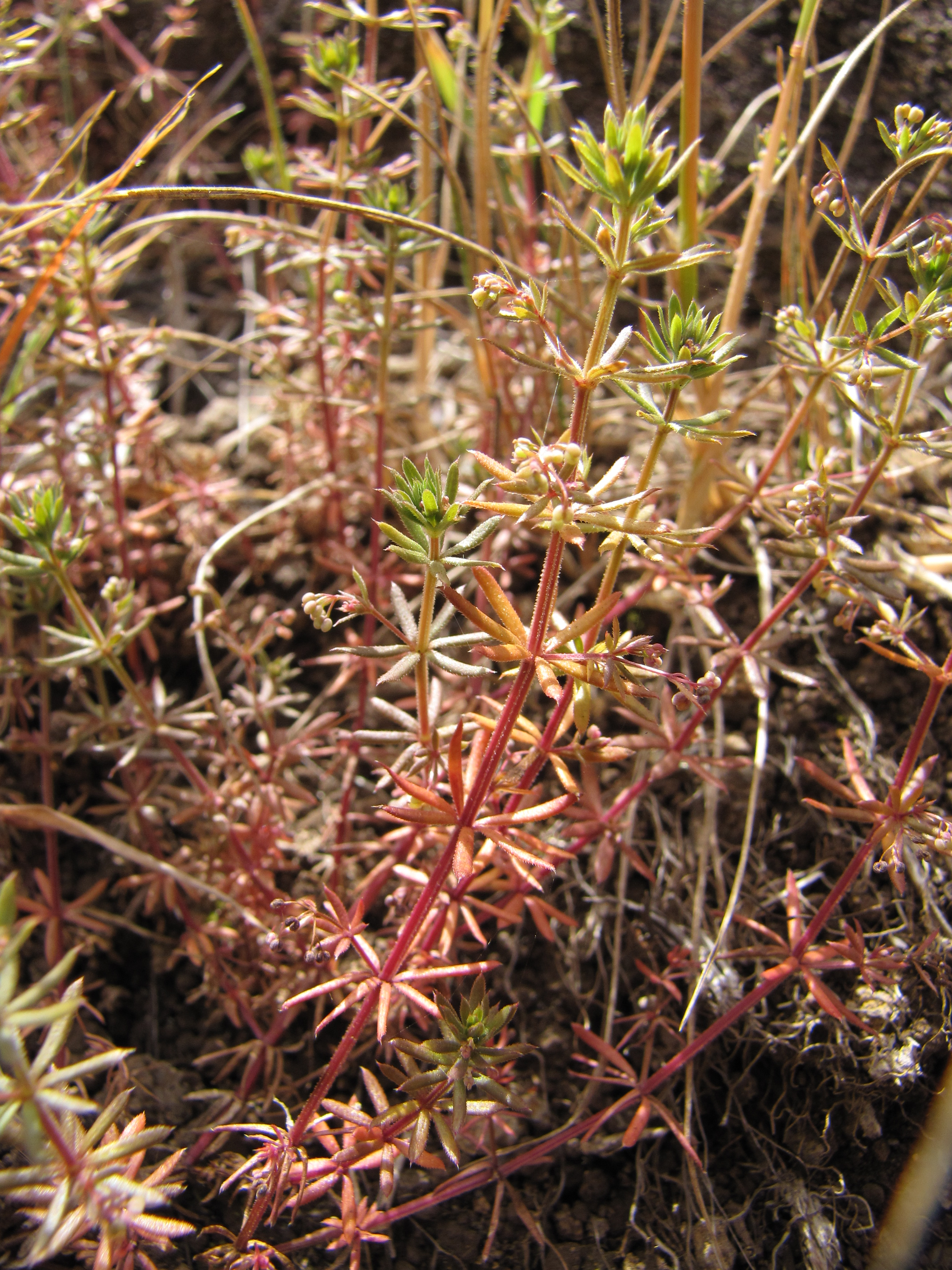
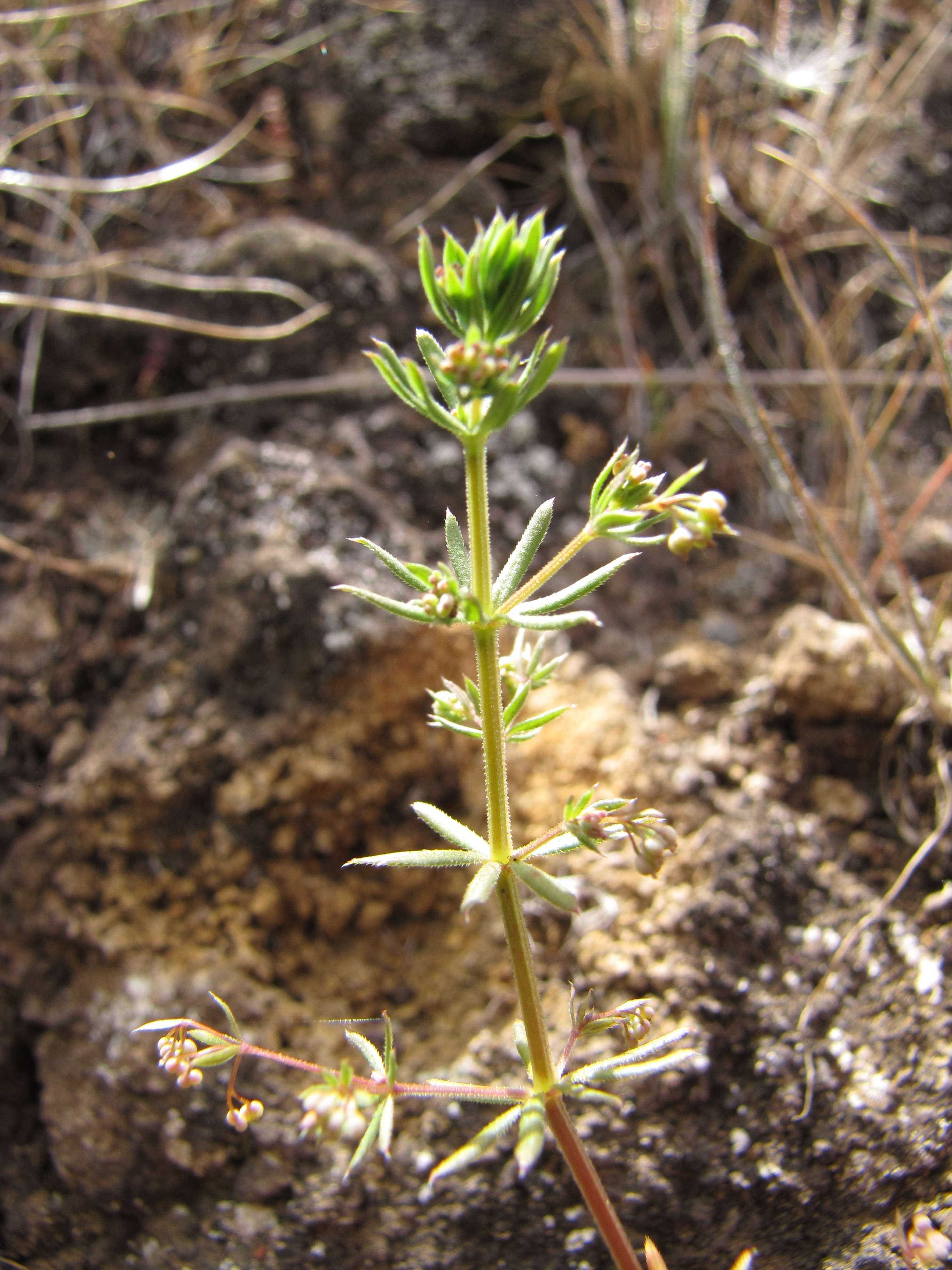
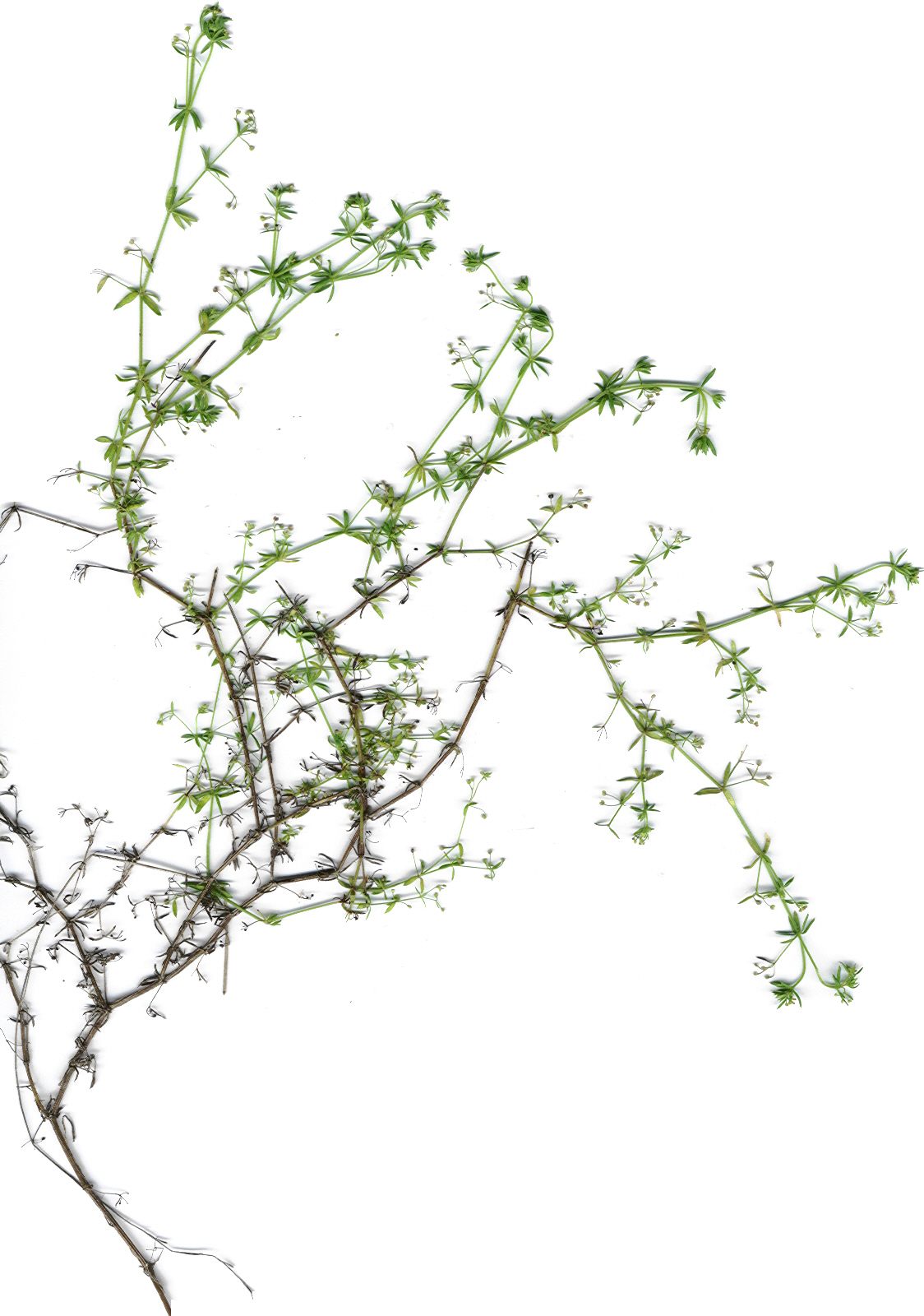
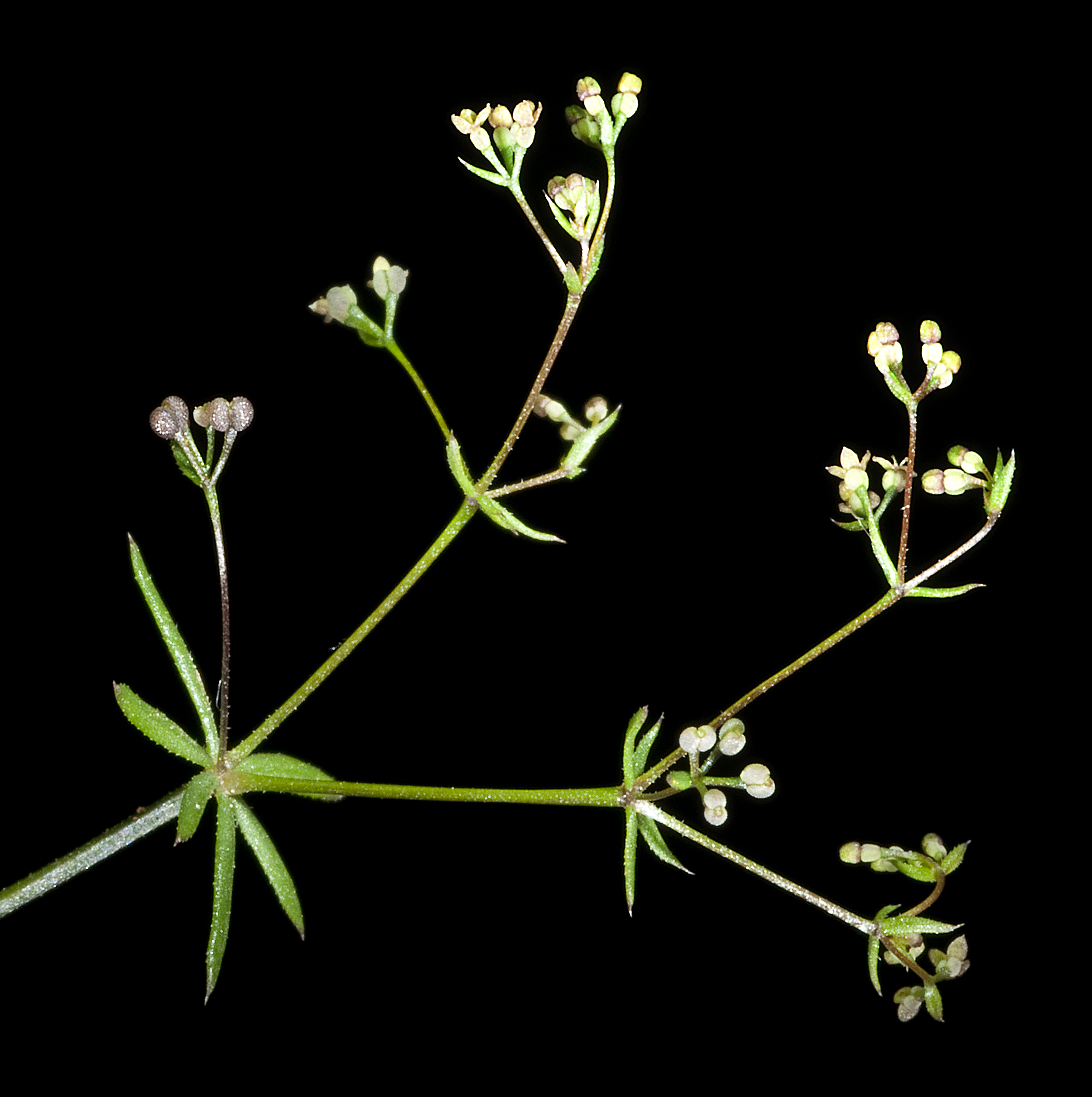

## Распространение
Galium divaricatum произрастает в Средиземноморье и на Черноморье от Португалии и Марокко до Турции и Крыма; а также на архипелаге Макаронезия в восточной части Атлантического океана. Оно натурализовано в Бельгии, Швейцарии, Австралии, Новой Зеландии, на Гавайях и отдельно в материковых США.